# Torija
Torija község Spanyolországban, Guadalajara tartományban. Torija Guadalajara, Ciruelas, Cañizar, Hita, Guadalajara, Trijueque, Valdegrudas és Aldeanueva de Guadalajara községekkel határos. Lakosainak száma 1764 fő (2024).

## Népesség
A település népessége az utóbbi években az alábbiak szerint változott:
| Lakosok száma | 464  | 576  | 599  | 1283 | 1528 | 1482 | 1373 | 1448 | 1577 | 1764 |
|               | 2001 | 2004 | 2006 | 2009 | 2011 | 2014 | 2016 | 2019 | 2021 | 2024 |